# RMAF Butterworth
Pour les articles homonymes, voir BWH et Butterworth.
 (novembre 2023).
Si vous disposez d'ouvrages ou d'articles de référence ou si vous connaissez des sites web de qualité traitant du thème abordé ici, merci de compléter l'article en donnant les références utiles à sa vérifiabilité et en les liant à la section « Notes et références ».
La base aérienne de l'armée malaise de Butterworth (en malais: TUDM Butterworth) (IATA: BWH, OACI: WMKB) est une base aérienne située près de la ville de Butterworth dans l'État de Penang en Malaisie et exploitée par l'armée de l'air royale de Malaisie.

## Historique

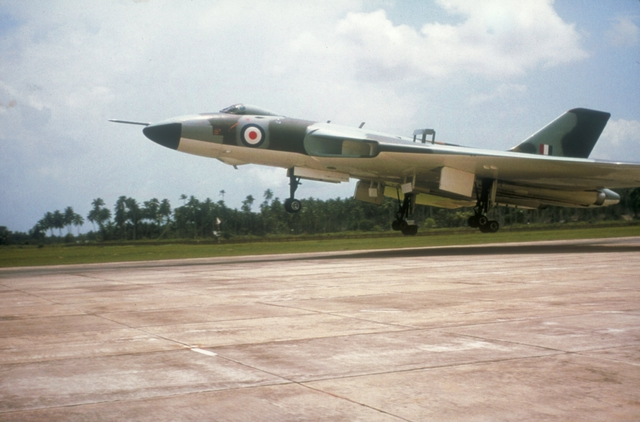
Un Avro Vulcan de la RAF sur la base aérienne de Butterworth en 1965.

Au départ, la base appartenait à la Royal Air Force qui la mise en service en octobre 1941, elle ne disposa au déclenchement de la guerre du Pacifique que de deux mitrailleuses légères pour sa défense et fut attaqué à partir du 8 décembre 1941 par l'aviation japonaise lors de la bataille de Malaisie. Au 19 décembre 1941, les bases de Kuantan, Butterworth, Sungei Patanai et Taiping avaient été abandonnés dans la hâte à la suite des bombardements incessants. 
Elle est transférée à l'armée de l'air australienne en 1957 et elle a abrité de nombreuses escadrilles d'avions de combat et de bombardiers pendant la guerre froide dans le cadre, entre autres, de l'opération Mastodon et a servi durant la confrontation indonésio-malaisienne. La base a été transférée à l'armée malaise le 30 juin 1988 et constitue un des maillons des Five Power Defence Arrangements.
En 2016, elle abrite le noyau du 882e régiment de l’Aviation de l'armée malaisienne équipés d'hélicoptères Nuri S-61A4, version malaisienne du Sikorsky SH-3 Sea King.

## Participation australienne
L'armée australienne continue de maintenir une présence à Butterworth, avec l'escadrille de soutien au combat no 324 et un détachement de l'escadre no 92 équipé de AP-3C Orion[Quand ?]. 
En outre, l'armée australienne maintient une compagnie d'infanterie (désignée sous le nom de Rifle Company Butterworth) à Butterworth à des fins de formation de l'armée malaise.